# Uniontown (Pennsylvania)
Uniontown è una città statunitense nello stato della Pennsylvania. È il capoluogo della contea di appartenenza Fayette. Si trova a 46 km a sud-est dell'area metropolitana di Pittsburgh.